# Сэндерсон, Джефф
Джефф Сэ́ндерсон (англ. Geoff Sanderson; 1 февраля 1972, Хей-Ривер, Канада) — канадский хоккейный тренер, в прошлом — профессиональный канадский хоккеист, левый нападающий.
На драфте НХЛ 1990 года был выбран во 2 раунде под общим 36 номером командой «Хартфорд Уэйлерс». 3 января 1998 года обменян в «Ванкувер Кэнакс». 4 февраля 1998 года обменян в «Баффало Сэйбрз». 23 июня 2000 года выбран на драфте расширения командой «Коламбус Блю Джекетс». 9 марта 2004 года обменян в «Ванкувер Кэнакс». 28 июня 2004 года приобретён с драфта отказов командой «Коламбус Блю Джекетс». 8 октября 2005 года обменян в «Финикс Койотис». 19 июля 2006 года как неограниченно свободный агент подписал контракт с «Филадельфией Флайерз».
Отец американского хоккеиста Джейка Сэндерсона.

## Награды
- Участник матча «Всех звёзд» НХЛ (2 раза)

## Статистика
```
                                            --- Regular Season ---  ---- Playoffs ----
Season   Team                        Lge    GP    G    A  Pts  PIM  GP   G   A Pts PIM
--------------------------------------------------------------------------------------
1988-89  Swift Current Broncos       WHL    58   17   11   28   16  12   3   5   8   6
1989-90  Swift Current Broncos       WHL    70   32   62   94   56   4   1   4   5   8
1990-91  Swift Current Broncos       WHL    70   62   50  112   57   3   1   2   3   4
1990-91  Hartford Whalers            NHL     2    1    0    1    0   3   0   0   0   0
1990-91  Springfield Indians         AHL    --   --   --   --   --   1   0   0   0   2
1991-92  Hartford Whalers            NHL    64   13   18   31   18   7   1   0   1   2
1992-93  Hartford Whalers            NHL    82   46   43   89   28  --  --  --  --  --
1993-94  Hartford Whalers            NHL    82   41   26   67   42  --  --  --  --  --
1994-95  Hartford Whalers            NHL    46   18   14   32   24  --  --  --  --  --
1994-95  HPK Hameenlinna             FNL    12    6    4   10   24  --  --  --  --  --
1995-96  Hartford Whalers            NHL    81   34   31   65   40  --  --  --  --  --
1996-97  Hartford Whalers            NHL    82   36   31   67   29  --  --  --  --  --
1997-98  Carolina Hurricanes         NHL    40    7   10   17   14  --  --  --  --  --
1997-98  Vancouver Canucks           NHL     9    0    3    3    4  --  --  --  --  --
1997-98  Buffalo Sabres              NHL    26    4    5    9   20  14   3   1   4   4
1998-99  Buffalo Sabres              NHL    75   12   18   30   22  19   4   6  10  14
1999-00  Buffalo Sabres              NHL    67   13   13   26   22   5   0   2   2   8
2000-01  Columbus Blue Jackets       NHL    68   30   26   56   46  --  --  --  --  --
2001-02  Columbus Blue Jackets       NHL    42   11    5   16   12  --  --  --  --  --
2002-03  Columbus Blue Jackets       NHL    82   34   33   67   34  --  --  --  --  --
2003-04  Columbus Blue Jackets       NHL    67   13   16   29   34  --  --  --  --  --
2003-04  Vancouver Canucks           NHL    13    3    4    7    4   7   1   1   2   4
2004-05  Servette Geneve             Swiss   9    4    1    5   29  --  --  --  --  --
2005-06  Columbus Blue Jackets       NHL     2    0    0    0    0  --  --  --  --  --
2005-06  Phoenix Coyotes             NHL    75   25   21   46   58  --  --  --  --  --
2006-07  Philadelphia Flyers         NHL    58   11   18   29   44
--------------------------------------------------------------------------------------
         NHL Totals                       1063  352  335  687  495  55   9  10  19  32

```